# Ragnar Lindén
Oskar Ragnar Lindén, född 16 november 1919 i Norrköpings Matteus församling, död 11 oktober 1989 i Lindesberg, var en svensk målare, tecknare och grafiker.
Han studerade vid Tekniska skolan 1937–1942. Från 1944 var han bosatt i Lindesberg. Han tilldelades stipender från Svenska slöjdföreningen, Konstakademin, Örebro läns kulturstipendium och statens stora resestipendium.
Lindén finns representerad på museerna i Lindesberg, Örebro läns museum, Eskilstuna och Västmanlands läns museum, Örebro läns landsting i Statens konstråds samlingar samt på Nationalmuseum.